# Liste der Baudenkmäler im Bonner Ortsteil Rüngsdorf
Die folgende Liste enthält in der Denkmalliste ausgewiesene Baudenkmäler auf dem Gebiet des Bonner Ortsteils Rüngsdorf im Stadtbezirk Bad Godesberg.
Hinweis: Die Reihenfolge der Denkmäler in dieser Liste orientiert sich an den Straßennamen und ist alternativ nach Hausnummern, Denkmallistennummer oder Bezeichnung sortierbar.
Basis ist die offizielle Denkmalliste der Stadt Bonn (Stand: 15. Januar 2021), die von der Unteren Denkmalbehörde geführt wird. Grundlage für die Aufnahme in die Denkmalliste ist das Denkmalschutzgesetz Nordrhein-Westfalens.
| Bild                                                                                               | Bezeichnung | Lage                                                | Beschreibung | Bauzeit                                                 | Eingetragen seit  | Denkmal- nummer |
| -------------------------------------------------------------------------------------------------- | --- | --------------------------------------------------- | --- | ------------------------------------------------------- | ----------------- | --------------- |
| Steinwegekreuz Rüngsdorf 1721                                                                      | Steinwegekreuz Rüngsdorf 1721 | Andreasstraße (32) / Kapellenweg                    | | 1721                                                    |                   | A 1866          |
| weitere Bilder                                                                                     | Gesamtanlage Kirchturm St. Andreas (alt), Grabkreuze des 17./18. Jh. sowie Steinwegekreuz Rüngsdorf 1703: Kirchturm St. Andreas         | Basteistraße o. Nr. / Rheinstraße Karte             | | Ca. 1200 (Datierung)                                    |                   | A 1704          |
| weitere Bilder                                                                                     | Gesamtanlage Kirchturm St. Andreas (alt), Grabkreuze des 17./18. Jh. sowie Steinwegekreuz Rüngsdorf 1703: Steinwegekreuz Rüngsdorf 1703 | Basteistraße o. Nr./ Rheinstraße Karte              | | 1703                                                    |                   | A 1704          |
| weitere Bilder                                                                                     | Gesamtanlage Kirchturm St. Andreas (alt), Grabkreuze des 17./18. Jh. sowie Steinwegekreuz Rüngsdorf 1703: Grabkreuze des 17./18. Jh.    | Basteistraße o. Nr./ Rheinstraße Karte              | | 17./18. Jahrhundert                                     |                   | A 1704          |
| | | Basteistraße 12 Karte                               | winkelförmige Fachwerkhofanlage | 1611 (Datierung):17                                     |                   | A 1546          |
| | | Basteistraße 16 Karte                               | Fachwerkhaus | Anfang des 19. Jahrhunderts, 1877 (Aufstockung):18      |                   | A 1547          |
| weitere Bilder                                                                                     | Villa Deichmann | Basteistraße 18 Karte                               | Villa im Landhausstil des Kölner Bankiers Otto Deichmann; Architekt: Ernst von Ihne                                                                         | 1900                                                    | 1984              | A 667           |
| | | Basteistraße 18a Karte                              | ehemaliges Gärtnerhaus der Villa Deichmann | Mitte des 19. Jahrhunderts, 1906 (Anbau)                |                   | A 1548          |
| | | Basteistraße 31 Karte                               | Ehemalige Remise und Kutscherwohnhaus der Villa Deichmann; Architekt: Georg Westen (Ausführung)                                                             | 1902/1903                                               |                   | A 1549          |
| weitere Bilder                                                                                     | Fachwerkhaus | Basteistraße 33 Karte                               | Wohnhaus und im Jahre 1993 zu Wohnzwecken umgenutzte Scheune                                                                                                | Ende 17. Jahrhundert                                    |                   | A 1550          |
| weitere Bilder                                                                                     | Steinwegekreuz Rüngsdorf 1684 | Basteistraße 51 Karte                               | |                                                         |                   | A 1862          |
| Freistehendes villenartiges Gebäude                                                                | Freistehendes villenartiges Gebäude | Basteistraße 68 Karte                               | | 1904                                                    | 21. April 1999    | A 3464          |
| weitere Bilder                                                                                     | | Basteistraße 69 Karte                               | Doppelhaus mit Nr. 71 | 1910–1911                                               |                   | A 98            |
| rechte Seite einer 2-geschossigen Doppelvilla                                                      | rechte Seite einer 2-geschossigen Doppelvilla                                                                                           | Basteistraße 71 Karte                               | Doppelhaus mit Nr. 69 | 1910–1911                                               | 17. April 1990    | A 1739          |
| | | Basteistraße 73 Karte                               | Denkmalgeschützt: Fassade |                                                         |                   | A 1560          |
| BW                                                                                                 | Internatsgebäude („Haus Constantia“) | Basteistraße 81 Karte                               | ehemaliges Internatsgebäude der Otto-Kühne-Schule; Architekt: Georg Westen (1886)                                                                           | 1886, 1912/1913 (Fassaden- und Dachgestaltung)          | 15. August 2011   | A 4093          |
| BW                                                                                                 | Internatsgebäude („Bäckerei“) | Basteistraße 83 Karte                               | ehemaliges Internatsgebäude der Otto-Kühne-Schule zur Aufnahme von Räumen der Zentralversorgung                                                             | 1912/1913                                               |                   | A 4090          |
| BW                                                                                                 | Internatsgebäude („Haus Kyffhäuser“) | Basteistraße 83a Karte                              | ehemaliges Internatsgebäude der Otto-Kühne-Schule mit den technischen Anlagen der Dampfwäscherei und Elektrizitätsversorgung                                | 1897, 1912/1913 (Fassaden- und Dachgestaltung)          |                   | A 4089          |
| | | Bismarckallee 1 Karte                               | |                                                         |                   | A 1165          |
| | | Bismarckallee 1a Karte                              | |                                                         |                   | A 289           |
| | | Bismarckallee 3 Karte                               | Teil der Doppelvilla Bismarckallee 3/5 |                                                         |                   | A 3815          |
| | | Bismarckallee 5 Karte                               | Teil der Doppelvilla Bismarckallee 3/5 |                                                         |                   | A 3813          |
| Doppelvilla                                                                                        | Doppelvilla | Bismarckallee 8 / Karl-Finkelnburg-Straße Karte     | Doppelvilla mit Nr. 10 | 1904                                                    | 23. Mai 2002      | A 3802          |
| | | Bismarckallee 10 Karte                              | Doppelvilla mit Nr. 8 | 1904                                                    |                   | A 3866          |
| | | Bismarckallee 13 Karte                              | |                                                         |                   | A 2792          |
| Wohngebäude (Villenviertel)                                                                        | Wohngebäude (Villenviertel) | Bismarckallee 15 Karte                              | Villa mit spätklassizistischen Stilmerkmalen | 1908                                                    | 18. Juni 1984     | A 425           |
| BW                                                                                                 | | Bismarckallee 16 Karte                              | |                                                         |                   | A 4118          |
| BW                                                                                                 | „Villa Camphausen“ | Camphausenallee 7 Karte                             | Denkmalgeschützt: äußerer Baukörper inklusive Grundstruktur                                                                                                 | Anfang 19. Jahrhundert:19                               | 2000              | A 3628          |
| weitere Bilder                                                                                     | | Cäsariusstraße 1 Karte                              | Jugendstilfassade:22 |                                                         |                   | A 3479          |
| weitere Bilder                                                                                     | | Cäsariusstraße 1a Karte                             | |                                                         |                   | A 3461          |
| weitere Bilder                                                                                     | | Cäsariusstraße 1b Karte                             | |                                                         |                   | A 3460          |
| weitere Bilder                                                                                     | | Cäsariusstraße 3 Karte                              | |                                                         |                   | A 3483          |
| weitere Bilder                                                                                     | | Cäsariusstraße 5 Karte                              | |                                                         |                   | A 3496          |
| weitere Bilder                                                                                     | | Cäsariusstraße 8 Karte                              | |                                                         |                   | A 3486          |
| weitere Bilder                                                                                     | | Cäsariusstraße 9 Karte                              | | 1903                                                    |                   | A 46            |
| weitere Bilder                                                                                     | | Cäsariusstraße 10 Karte                             | |                                                         |                   | A 3471          |
| weitere Bilder                                                                                     | | Cäsariusstraße 12 Karte                             | |                                                         |                   | A 3482          |
| weitere Bilder                                                                                     | | Cäsariusstraße 14 Karte                             | | 1903:21                                                 |                   | A 3485          |
| | | Cäsariusstraße 15 Karte                             | |                                                         |                   | A 3526          |
| | | Cäsariusstraße 16 Karte                             | | 1903:21                                                 |                   | A 3480          |
| weitere Bilder                                                                                     | | Cäsariusstraße 17 Karte                             | |                                                         |                   | A 3510          |
| weitere Bilder                                                                                     | | Cäsariusstraße 18 Karte                             | | 1903:21                                                 |                   | A 3517          |
| weitere Bilder                                                                                     | Villa Deichmann | Deichmanns Aue 39 Karte                             | „Schloss Deichmannsaue“; mit umfangreichen Erweiterungsbauten für die US-Hochkommission (später Botschaft) von 1951                                         | 1856 ff.; 1910–1912                                     | Mai 1984          | A 1414          |
| weitere Bilder                                                                                     | | Fontanestraße 2 Karte                               | Teil der Doppelvilla Fontanestraße 2/4 |                                                         |                   | A 301           |
| weitere Bilder                                                                                     | | Fontanestraße 4 Karte                               | Teil der Doppelvilla Fontanestraße 2/4 |                                                         |                   | A 302           |
| weitere Bilder                                                                                     | | Fontanestraße 8 Karte                               | | zwischen 1900 und 1905:20                               |                   | A 299           |
| weitere Bilder                                                                                     | | Fontanestraße 10 Karte                              | Teil der Doppelvilla Fontanestraße 10/12 | zwischen 1900 und 1905:20                               |                   | A 3696          |
| weitere Bilder                                                                                     | | Fontanestraße 12 Karte                              | Teil der Doppelvilla Fontanestraße 10/12 | zwischen 1900 und 1905:20                               |                   | A 3688          |
| weitere Bilder                                                                                     | | Fontanestraße 14 Karte                              | |                                                         |                   | A 323           |
| freistehende Villa                                                                                 | freistehende Villa | Friedrichallee 8 Karte                              | Baumeister: Georg Westen | 1897–1898                                               | 31. Mai 2000      | A 3605          |
| BW                                                                                                 | | Friedrichallee 9 Karte                              | |                                                         |                   | A 1048          |
| | | Friedrichallee 10 Karte                             | |                                                         |                   | A 121           |
| | | Friedrichallee 12 Karte                             | |                                                         |                   | A 3419          |
| | | Friedrichallee 14 Karte                             | |                                                         |                   | A 3073          |
| BW                                                                                                 | | Friedrichallee 15 Karte                             | |                                                         |                   | A 3423          |
| BW                                                                                                 | | Friedrichallee 15a / Gerhard-Rohlfs-Straße Karte    | |                                                         |                   | A 3421          |
| | | Friedrichallee 16 Karte                             | |                                                         |                   | A 3411          |
| BW                                                                                                 | | Friedrichallee 17 Karte                             | |                                                         |                   | A 321           |
| weitere Bilder                                                                                     | | Friedrichallee 18 / Rüngsdorfer Straße Karte        | |                                                         |                   | A 3428          |
| | | Friedrichallee 19 Karte                             | |                                                         |                   | A 3425          |
| BW                                                                                                 | | Friedrichallee 21 Karte                             | |                                                         |                   | A 3424          |
| BW                                                                                                 | Villa „Kramer“/„Oberdörfer“ | Friedrichallee 22 Karte                             | Denkmalgeschützt: äußerer Baukörper einschließlich Teilen der historischen Einfriedung                                                                      |                                                         |                   | A 3593          |
| BW                                                                                                 | | Friedrichallee 23 Karte                             | |                                                         |                   | A 3422          |
| | | Friedrichallee 25 / Rüngsdorfer Straße Karte        | Denkmalgeschützt: Fassade |                                                         |                   | A 191           |
| | | Gerhard-Rohlfs-Straße 9 Karte                       | |                                                         |                   | A 3185          |
| | | Gerhard-Rohlfs-Straße 22 Karte                      | |                                                         |                   | A 2232          |
| | | Gerhard-Rohlfs-Straße 24 Karte                      | | 1906                                                    |                   | A 3164          |
| | | Gerhard-Rohlfs-Straße 26 Karte                      | | 1906                                                    |                   | A 3165          |
| | | Gerhard-Rohlfs-Straße 28 Karte                      | |                                                         |                   | A 182           |
| | | Gerhard-Rohlfs-Straße 30 / Friedrichallee Karte     | „Villa Rosa“; Denkmalgeschützt: äußerer Baukörper einschließlich Teilen der historischen Einfriedung                                                        | 1907                                                    | 2012              | A 3193          |
| BW                                                                                                 | | Heisterbachstraße 4 Karte                           | | um 1900:22                                              |                   | A 774           |
| weitere Bilder                                                                                     | Villa „Cappell“ | Heisterbachstraße 39 Karte                          | Ehemalige Residenz des Botschafters des Vereinigten Königreichs; Architekt: Heinrich Plange                                                                 | 1904–1905                                               | 5. Juli 2000      | A 3613          |
| Katholische Pfarrkirche „St. Hildegard“                                                            | Katholische Pfarrkirche „St. Hildegard“                                                                                                 | Im Meisengarten 45 und 47 / Deichmannsaue 54 Karte  | Architekt: Emil Steffann | 1961–1963                                               | um 2006           | A 3936          |
| weitere Bilder                                                                                     | Marienkapelle Rüngsdorf | Kapellenweg o. Nr./ Rolandstraße Karte              | | um 1800                                                 | 1986              | A 1031          |
| Wohnhaus                                                                                           | Wohnhaus | Karl-Finkelnburg-Straße 1 Karte                     | | 1907                                                    | 21. Februar 2000  | A 3576          |
| Wohnhaus                                                                                           | Wohnhaus | Karl-Finkelnburg-Straße 5 Karte                     | erbaut als Doppelhaus mit Nr. 3 | 1906                                                    | 22. Dezember 1999 | A 3559          |
| | | Karl-Finkelnburg-Straße 7 Karte                     | |                                                         |                   | A 3551          |
| | | Karl-Finkelnburg-Straße 9 Karte                     | |                                                         |                   | A 3545          |
| | | Karl-Finkelnburg-Straße 11 Karte                    | Doppelhaus mit Nr. 13 |                                                         |                   | A 3318          |
| | | Karl-Finkelnburg-Straße 12 Karte                    | |                                                         |                   | A 2715          |
| | | Karl-Finkelnburg-Straße 13 Karte                    | Doppelhaus mit Nr. 11 |                                                         |                   | A 3579          |
| Wohnhaus                                                                                           | Wohnhaus | Karl-Finkelnburg-Straße 21 Karte                    | Doppelhaus mit Nr. 23 | 1913                                                    | 21. März 2000     | A 3588          |
| | | Karl-Finkelnburg-Straße 23 Karte                    | Doppelhaus mit Nr. 21 | 1913                                                    |                   | A 1006          |
| weitere Bilder                                                                                     | Villa | Karl-Finkelnburg-Straße 49–53 / Seufertstraße Karte | rückwärtig Büroanbau von 1968 | 1903                                                    |                   | A 3600          |
| | | Konstantinstraße 13 Karte                           | |                                                         |                   | A 400           |
| | | Konstantinstraße 15 Karte                           | |                                                         |                   | A 401           |
| BW                                                                                                 | | Konstantinstraße 22 Karte                           | |                                                         |                   | A 4141          |
| | | Konstantinstraße 24 Karte                           | |                                                         |                   | A 4073          |
| | | Konstantinstraße 26 Karte                           | |                                                         |                   | A 2297          |
| | | Konstantinstraße 28 Karte                           | |                                                         |                   | A 4068          |
| | | Konstantinstraße 30 Karte                           | |                                                         |                   | A 4071          |
| | | Konstantinstraße 32 Karte                           | |                                                         |                   | A 4074          |
| | | Konstantinstraße 34 Karte                           | |                                                         |                   | A 4069          |
| | | Konstantinstraße 50 Karte                           | |                                                         |                   | A 1903          |
| | | Konstantinstraße 56 Karte                           | | 1909, 1913 (rückwärtiger Anbau)                         | 21. Januar 2000   | A 3563          |
| | | Konstantinstraße 58 Karte                           | Denkmalgeschützt: äußerer Baukörper inkl. Grundstruktur |                                                         | 2000              | A 3627          |
| | | Konstantinstraße 60 Karte                           | |                                                         |                   | A 3562          |
| weitere Bilder                                                                                     | Villa | Kronprinzenstraße 2 Karte                           | Klassizistische Villa; Architekt/Bauherr: Willy Maß | 1911/1912                                               | 2000              | A 3619          |
| weitere Bilder                                                                                     | Villa | Kronprinzenstraße 6 Karte                           | Architekt: Heinrich Müller-Erkelenz | 1910–1911:41                                            |                   | A 3119          |
| weitere Bilder                                                                                     | Wohnhaus | Kronprinzenstraße 8 Karte                           | | 1914                                                    | 8. Mai 1998       | A 3393          |
| Villa                                                                                              | Villa | Kronprinzenstraße 12 Karte                          | | 1908                                                    | 18. Mai 1994      | A 3009          |
| weitere Bilder                                                                                     | Villa | Kronprinzenstraße 14 Karte                          | | 1907                                                    | 29. April 1994    | A 2997          |
| weitere Bilder                                                                                     | | Kronprinzenstraße 16 Karte                          | | 1907                                                    |                   | A 2993          |
| | | Lindenallee 1 Karte                                 | |                                                         | bis 1986          | A 705           |
| | | Lindenallee 3 Karte                                 | Doppelvilla mit Nr. 5 | 1898                                                    |                   | A 1299          |
| | | Lindenallee 5 Karte                                 | Doppelvilla mit Nr. 3 | 1898                                                    |                   | A 3449          |
| | | Lindenallee 7 Karte                                 | |                                                         |                   | A 2367          |
| | | Lindenallee 9 Karte                                 | |                                                         |                   | A 3433          |
| | | Lindenallee 15 Karte                                | |                                                         |                   | A 3435          |
| BW                                                                                                 | Internatsgebäude („Haus Trotzendorff“)                                                                                                  | Otto-Kühne-Platz 2 Karte                            | ehemaliges Internatsgebäude der Otto-Kühne-Schule | 1894/1895, 1912 (Dachaufbau)                            |                   | A 4094          |
| BW                                                                                                 | Internatsgebäude („Haus Hessen“) | Otto-Kühne-Platz 3 Karte                            | ehemaliges Internatsgebäude der Otto-Kühne-Schule | 1890/1891, 1936 (Aufstockung, Fassade)                  |                   | A 4092          |
| BW                                                                                                 | Internatsgebäude („Rektorat“) | Otto-Kühne-Platz 4 Karte                            | ehemaliges Internatsgebäude (Rektorat und Unterrichtsgebäude) der Otto-Kühne-Schule                                                                         | 1888, 1890 (Erweiterung)                                |                   | A 4091          |
| BW                                                                                                 | | Rheinstraße 20 Karte                                | ehemaliger Fachwerkbauernhof:4 | 18./Anfang des 19. Jahrhunderts:4                       |                   | A 1338          |
| BW                                                                                                 | | Rheinstraße 22 Karte                                | ehemaliger Fachwerkbauernhof:4 | 18./Anfang des 19. Jahrhunderts:4                       |                   | A 1339          |
| weitere Bilder                                                                                     | Hofanlage („Hasenhof“) | Rheinstraße 33–35 Karte                             | | Ende des 18. Jahrhunderts                               | 14. Dezember 1984 | A 712           |
| BW                                                                                                 | | Rheinstraße 44 Karte                                | |                                                         |                   | A 2513          |
| BW                                                                                                 | | Rheinstraße 46 Karte                                | |                                                         |                   | A 764           |
| BW                                                                                                 | | Rheinstraße 48 Karte                                | |                                                         |                   | A 765           |
| weitere Bilder                                                                                     | Steinwegekreuz Rüngsdorf, 1684 | Rolandstraße (23)                                   | | 1684                                                    |                   | A 1861          |
| weitere Bilder                                                                                     | Villa mit Park | Rolandstraße 43 Karte                               | Ehemalige Residenz des Botschafters von Italien | 1921; 1912 (Gartenhaus)                                 | 14. April 2000    | A 3592          |
| Freistehende Villa                                                                                 | Freistehende Villa | Rolandstraße 45 Karte                               | Architekt: Clemens Julius Mangner; Denkmalgeschützt: einschließlich Vorgarten, Einfriedung und Park mit Gartenhäuschen                                      | 1921; 1919 (Gartenhäuschen)                             | 16. Oktober 2000  | A 3645          |
| BW                                                                                                 | Wohnhaus | Rolandstraße 48 Karte                               | Architekt: Edmund Bolten; Denkmalgeschützt: einschließlich Mauereinfriedung                                                                                 | 1932                                                    | 18. August 2000   | A 3621          |
| BW                                                                                                 | Villa | Rolandstraße 56 Karte                               | Architekt: Ottomar Stein | 1909                                                    | 9. Mai 2000       | A 3594          |
| | | Rolandstraße 57 Karte                               | Architekt: Willy Maß:118 | 1910                                                    |                   | A 4088          |
| BW                                                                                                 | | Rolandstraße 59 Karte                               | Denkmalgeschützt: einschließlich Vorgarten und Einfriedung; Architekt: Willy Maß:118                                                                        | 1913                                                    | 10. Mai 2000      | A 3598          |
| BW                                                                                                 | Landhaus | Rolandstraße 63 Karte                               | Architekten: Karl & J. Schwarz | 1921                                                    | 9. Mai 2000       | A 3597          |
| Villa                                                                                              | Villa | Rolandstraße 64 Karte                               | Denkmalgeschützt: einschließlich Vorgarten mit erneuerter Einfriedung; Architekten: Karl & J. Schwarz                                                       | 1922                                                    | 9. Mai 2000       | A 3596          |
| Villa                                                                                              | Villa | Rolandstraße 65 Karte                               | Architekt: Karl Schwarz; Ehemalige Residenz des Botschafters von Irland                                                                                     | 1922                                                    | 17. Mai 2000      | A 3604          |
| weitere Bilder                                                                                     | Villa mit Park | Rolandstraße 67 Karte                               | Denkmalgeschützt: einschließlich Vorgarten mit originaler Einfriedung; Architekt: Karl Schwarz; 1955–1999 Residenz des Botschafters der Vereinigten Staaten | 1922                                                    | 9. Februar 2001   | A 3677          |
| Steinwegekreuz Rüngsdorf 1684                                                                      | Steinwegekreuz Rüngsdorf 1684 | Römerplatz / Rüngsdorfer Straße (36)                | | 1684                                                    |                   | A 1915          |
| weitere Bilder                                                                                     | | Rüngsdorfer Straße 2 / Von-Groote-Platz 1 Karte     | seit Erbauung Hotel „zum Löwen“ | 1903                                                    |                   | A 863           |
| weitere Bilder                                                                                     | | Rüngsdorfer Straße 2b Karte                         | |                                                         |                   | A 3174          |
| weitere Bilder                                                                                     | | Rüngsdorfer Straße 14 Karte                         | |                                                         |                   | A 3493          |
| weitere Bilder                                                                                     | | Rüngsdorfer Straße 16 Karte                         | |                                                         |                   | A 3080          |
| weitere Bilder                                                                                     | | Rüngsdorfer Straße 18 Karte                         | |                                                         |                   | A 3072          |
| | | Rüngsdorfer Straße 20 Karte                         | | 1898                                                    |                   | A 844           |
| | | Rüngsdorfer Straße 22 Karte                         | |                                                         |                   | A 1910          |
| weitere Bilder                                                                                     | | Rüngsdorfer Straße 24 / Lindenallee Karte           | |                                                         |                   | A 958           |
| | | Rüngsdorfer Straße 26 Karte                         | |                                                         |                   | A 1625          |
| weitere Bilder                                                                                     | | Rüngsdorfer Straße 28 Karte                         | „Haus Wettin“; Baumeister und Bauherr: Georg Westen | 1889                                                    |                   | A 652           |
| | | Rüngsdorfer Straße 32 Karte                         | Denkmalgeschützt: äußerer Baukörper |                                                         | 2000              | A 3614          |
| weitere Bilder                                                                                     | Evangelische Erlöser-Kirche | Rüngsdorfer Straße 43 Karte                         | Entwurf: Hermann Cuno | 1878–1880                                               |                   | A 893           |
| weitere Bilder                                                                                     | | Rüngsdorfer Straße 45 Karte                         | Evangelisches Pfarrhaus | 1884–1885                                               |                   | A 3002          |
| BW                                                                                                 | | Ubierstraße 131 Karte                               | |                                                         |                   | A 708           |
| BW                                                                                                 | | Ubierstraße 142 Karte                               | |                                                         |                   | A 683           |
| BW                                                                                                 | | Ubierstraße 144 Karte                               | |                                                         |                   | A 748           |
| BW                                                                                                 | | Ubierstraße 162 Karte                               | |                                                         |                   | A 848           |
| BW                                                                                                 | | Ubierstraße 166 Karte                               | |                                                         |                   | A 4136          |
| Ehemalige Dampfschifffahrtsanlegestelle einschließlich umgebender Park- und Gartenanlage, „Bastei“ | Ehemalige Dampfschifffahrtsanlegestelle einschließlich umgebender Park- und Gartenanlage, „Bastei“                                      | Von-Sandt-Ufer Karte                                | ehemaliges Stations- und Wartehäuschen | 1900                                                    |                   | A 998           |
| weitere Bilder                                                                                     | Ehemalige Dampfschifffahrtsanlegestelle einschließlich umgebender Park- und Gartenanlage, „Bastei“: Park- und Gartenanlage              | Von-Sandt-Ufer / Rheinallee / Panoramaplatz Karte   | „Panoramapark“ | 1900 (Aussichtsplattform), 1930 (Ausbau zur Parkanlage) |                   | A 998           |
| | Treppenaufgang | Von-Sandt-Ufer / Panoramaplatz / Rheinallee         | |                                                         |                   | A 218           |